# Jasnaja Poljana, Kaliningrad oblast
Jasnaja Poljana (ryska: Ясная Поляна; tyska Trakehnen) är ett samhälle med omkring 1 000 invånare i Kaliningrad oblast i Ryssland.

## Historia
Ursprungligen var orten en ostpreussisk by och järnvägssamhälle vid namn Trakehnen, vilket härrör från det prusiska ordet trakis, "stort träsk". Området torrlades år 1731. Orten tillhörde det preussiska regeringsområdet Gumbinnen, 15 km öster om staden Gumbinnen. I närheten låg det berömda Trakehnerstuteriet, vilket Fredrik Vilhelm I av Preussen grundade år 1732. Idag bedrivs ingen stuteriverksamhet, men ett museum finns på stället.
När norra Ostpreussen tillföll Sovjetunionen (enligt Potsdamkonferensen år 1945) efter andra världskriget fick staden namnet Jasnaja Poljana, vilket på ryska betyder "Klara gläntan".

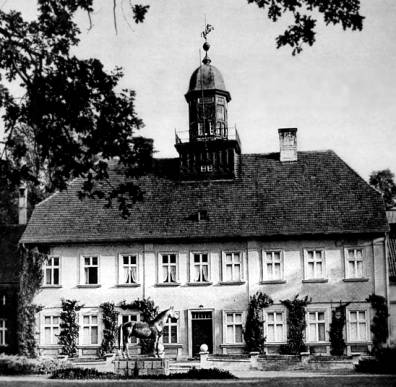
Bild på Trakehnenstuteriet från slutet av 1800-talet, under tysk tid. Kyrktornet på byggnaden är idag rivet.